# Ciudad del Niño de Barcelona, Venezuela
La Ciudad del Niño de Barcelona Venezuela, es una institución sin fines de lucro registrada en Venezuela como Asociación Mensajera Misionera Ciudad del Niño. Fue fundada el 3 de febrero del año 1992 por Pietro Di Majo y Ornella Paiusco, una pareja de misioneros católicos italianos. La Institución se centra en la atención integral de niños y adolescentes con edades comprendidas entre los 3 y 18 años que presenten un cuadro acentuado de necesidad económica, familiar, social o de alguna otra índole. Su principal servicio es la educación, de calidad, gratuita (sin cobro de mensualidades) y con valores cristianos. Comenzó a funcionar con un grupo de 30 niños del barrio "El Viñedo" de Barcelona, Estado Anzoátegui, a los cuales atendía con alimentación, actividades lúdicas y escuela no formal. En el año 1993, el Ministerio de Educación (Actual Ministerio del Poder Popular para la Educación) aprobó la impartición de educación formal primaria por lo que se procedió a registrar la nueva escuela con el nombre de Unidad Educativa Agustín Codazzi. 6 años después el fundador Pietro Di Majo y su equipo directivo introdujeron ante el Ministerio la solicitud para un liceo técnico de manera que los muchachos pudieran egresar de la institución a la edad de 18 años con el título de Técnicos Medios.
Actualmente la Ciudad del Niño de Barcelona Venezuela, a través de su Escuela Agustín Codazzi, atiende a 900 niños y adolescentes con edades comprendidas entre los 3 y 18 años y ofreciendo educación formal en las etapas preescolar, primaria y liceo técnico profesional con mención informática y servicios administrativos.
- Datos: Q24251439